# Stäubli
Stäubli (en inglés suele escribirse Staubli) es una compañía suiza que ofrece soluciones globales en el sector de la industria y la mecatrónica, con cuatro divisiones: conectores eléctricos, conectores de fluidos, textil y robótica.

## Historia
Stäubli fue fundada en Horgen, Suiza en 1892 como "Schelling & Stäubli" de la mano de Rudolph Schelling y Hermann Stäubli como un taller especializado para la producción de máquinas de telares. En 1909 se abrió una nueva fábrica en Faverges, Francia. Tras la muerte de Rudolph Schelling ese mismo año, la compañía se renombró a "Gebrüder Stäubli" ("Stäubli Bros.")
En 1956, la compañía diversificó sus productos en el campo de la hidráulica y neumática. En 1969 adquirió el productor de máquinas de telares Erich Trumpelt (fundada en 1954 en Bayreuth) y cambió el nombre de la compañía por "Stäubli & Trumpelt". En 1982 siguió su proceso de diversificación en los sectores de la automatización y robótica. En 1983 adquirió la empresa francesa Verdol SA y estableció "Stäubli - Verdol SARL" en Chassieu, Francia.
En 1989, Stäubli adquirió a su competidor estadonunidense Unimation de Westinghouse Electric, incluyendo su división británica en Telford, Reino Unido. En 1994 adquirieron Zellweger Weaving Systems en Sargans, Suiza. En 2002 Stäubli adquirió una participación mayoritaria de Multi-Contact, proveedor líder de conectores eléctricos, que se convirtió en "Stäubli Electrical Connectors". En 2004 adquirieron a su competidor Bosch Rexroth, la división de robótica de Bosch e incorporó sus productos en su línea propia.En 2007, el Grupo Stäubli adquirió una participación de la empresa italiana de ingeniería electrónica DEIMO. En 2018 adquiere RS Roman Seliger Armaturenfabrik GmbH, con sede en Norderstedt, Alemania, y amplia su cartera de conectores para conectores de grandes diámetros. También en 2018 fortalecen su cartera de robótica con una participación del 70% en la empresa alemana WFT GmbH & Co. KG.

## Divisiones
Desde su fundación en 1892, Stäubli se ha expandido en 4 divisiones:
- Stäubli Electrical Connectors fabrica conectores eléctricos y otros dispositivos para aplicaciones industriales en distintos formatos y para diferentes rendimientos. En el campo de la fotovoltaica, Stäubli creó el conector MC4 Original.
- Stäubli Fluid Connectors fabrica sistemas de conectores rápidos para todo tipo de fluidos, gas y energía eléctrica. Sus soluciones incluyen, cambiadores de herramientas robotizados, soluciones de herramientas de final de brazo robótico, conectores multi-conexión, y sistemas de embridado y fijación de moldes.

- Stäubli Textile es la división original de la compañía y, desde entonces, se ha expandido en muchos países.  Fabrica máquinas para la fabricación de textil, incluyendo máquinas de telar de Jacquard, y telares de alfombras.
- Stäubli Robotics es la división de automatización y robótica fundada en 1982. Produce Robot SCARA y robots de 6 ejes para la automatización industrial.

## Datos generales
Con una plantilla de 6.000 trabajadores, el Grupo Stäubli genera un volumen de negocio anual de 1.6 billones de francos suizos (CHF).
La compañía cuenta con 15 centros de producción industrial: Allschvil, Bayreuth, Carate-Milán, Chemnitz, Duncan (Carolina del Sur),  Essen, Faverges, Hangzhou, Hésingue, Lyon-Chassieu, Sargans y Weil am Rhein. Además, está presente en 50 países.